# 派氏絲隆頭魚
派氏絲隆頭魚（學名：Cirrhilabrus pylei），又稱派氏絲鰭鸚鯛，為輻鰭魚綱鱸形目隆頭魚亞目隆頭魚科的其中一種，分布於西太平洋的巴布亞紐幾內亞海域，棲息深度76-82公尺，體長可達9公分，棲息在外海礁坡的碎石區海域，生活習性不明。

## 擴展閱讀
維基物種上的相關：派氏絲隆頭魚